# Rolle
Rolle je obec na jihozápadě Švýcarska v okrese Nyon v kantonu Vaud. Leží poblíž Ženevského jezera. Žije zde přibližně 6 300 obyvatel.

## Geografie

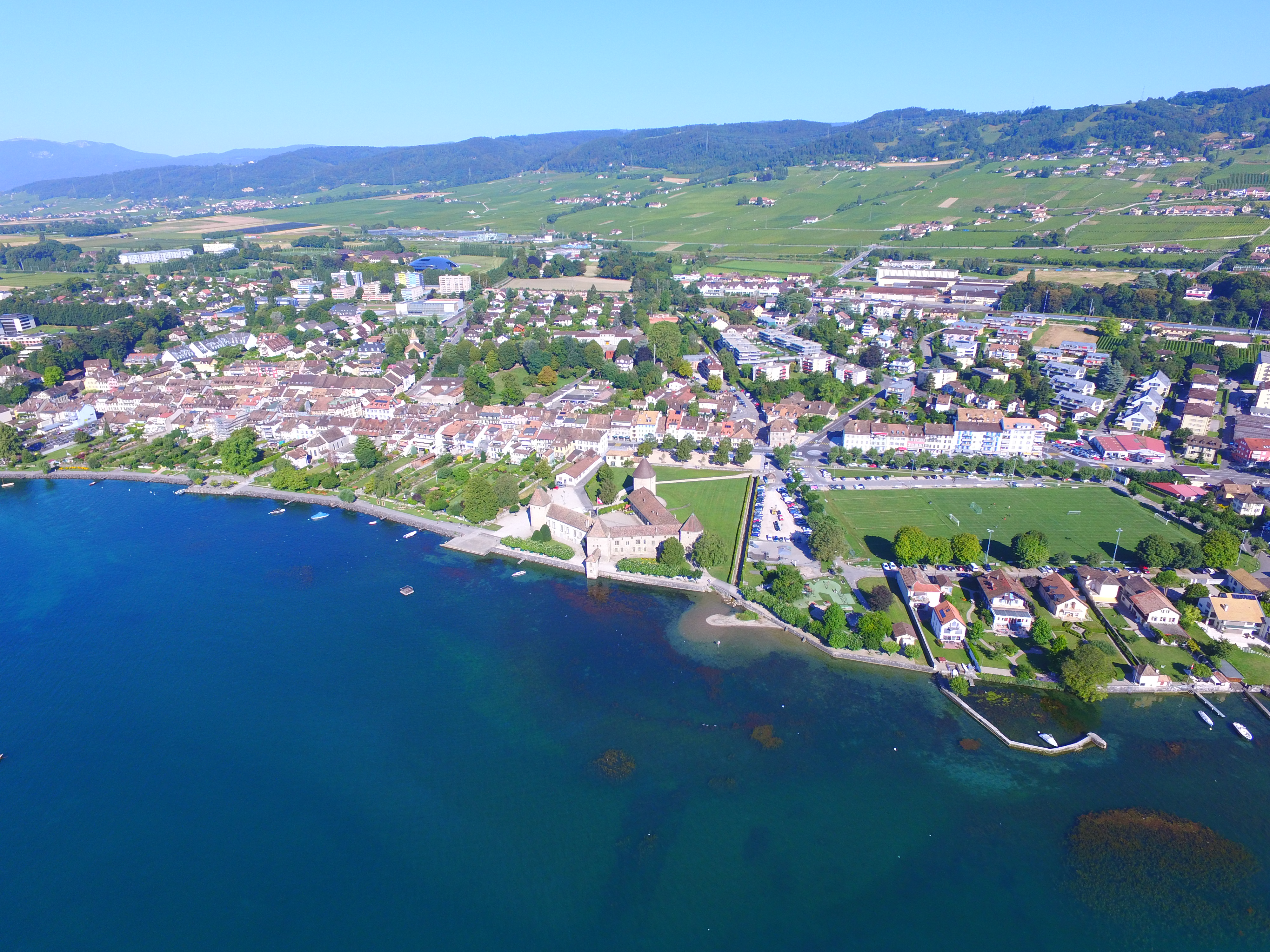
Panorama obce

Rolle leží v nadmořské výšce 376 m, vzdušnou čarou 11 km severovýchodně od hlavního města okresu, Nyonu. Městečko leží na plochém břehu Ženevského jezera, na úpatí pohoří Vaud Côte.
Území obce o rozloze 2,7 km² zahrnuje část na severozápadním břehu Ženevského jezera. Území obce se rozkládá od břehu jezera směrem do vnitrozemí po plochém pobřeží až k hlavní silnici vedoucí z Nyonu podél úpatí Vaud Côte do Aubonne. V tomto místě dosahuje Rolle svého nejvyššího bodu 442 m n. m.. Na jihozápadě se oblast rozkládá až k ústí potoka Flon de Vincy do Ženevského jezera. V roce 1997 bylo 57 % rozlohy obce pokryto zastavěnou plochou, 6 % lesy a lesními porosty, 36 % zemědělstvím a o něco méně než 1 % neproduktivní půdou.
K Rolle patří několik vilových čtvrtí a také vinic. Sousedními obcemi Rolle jsou Bursinel, Gilly, Tartegnin, Mont-sur-Rolle a Perroy.

## Historie

Letecký pohled (1964)

V oblasti La Combe byly objeveny stopy osídlení z římské doby. První zmínka o obci pochází z roku 1294 a nese název Castrum Rotuli. V roce 1295 se objevuje název Ruello a v roce 1330 Ruelloz. Název místa pochází z latinského slova rotula, což je zdrobnělina slova rota (kolo). Rolle bylo skutečně založeno v roce 1318 za Ludvíka II. savojského vedle stávajícího hradu. Savojští tak vytvořili protipól k panství Mont-le-Grand, jehož hrad stál na území obce Mont-sur-Rolle.
Po dobytí Vaudu Bernem v roce 1536 přešlo Rolle pod správu panství Morges a vytvořilo správní obvod, který zhruba odpovídal rozloze pozdějšího okresu Rolle. Po pádu Staré konfederace patřilo městečko v letech 1798–1803 v období helvétského soustátí ke kantonu Léman, který byl poté, když vstoupila v platnost Ústava o zprostředkování, sloučen s kantonem Vaud. V roce 1798 se Rolle stalo hlavním městem stejnojmenného okresu.

## Obyvatelstvo
| Rok            | 1850 | 1900 | 1900 | 1930 | 1950 | 1960 | 1970 | 1980 | 1990 | 2000 |
| Počet obyvatel | 1398 | 2025 | 2126 | 2195 | 2677 | 2942 | 3658 | 3409 | 3646 | 4235 |

Z celkového počtu obyvatel je 73,9 % francouzsky mluvících, 4,9 % portugalsky mluvících a 4,3 % anglicky mluvících (stav v roce 2000). V průběhu první poloviny 20. století počet obyvatel Rolle pomalu rostl. Od roku 1950 dochází k výraznějšímu růstu, zejména v 60. a 90. letech 20. století. Naopak v letech 1970–1990 došlo jen k malým změnám.

## Hospodářství

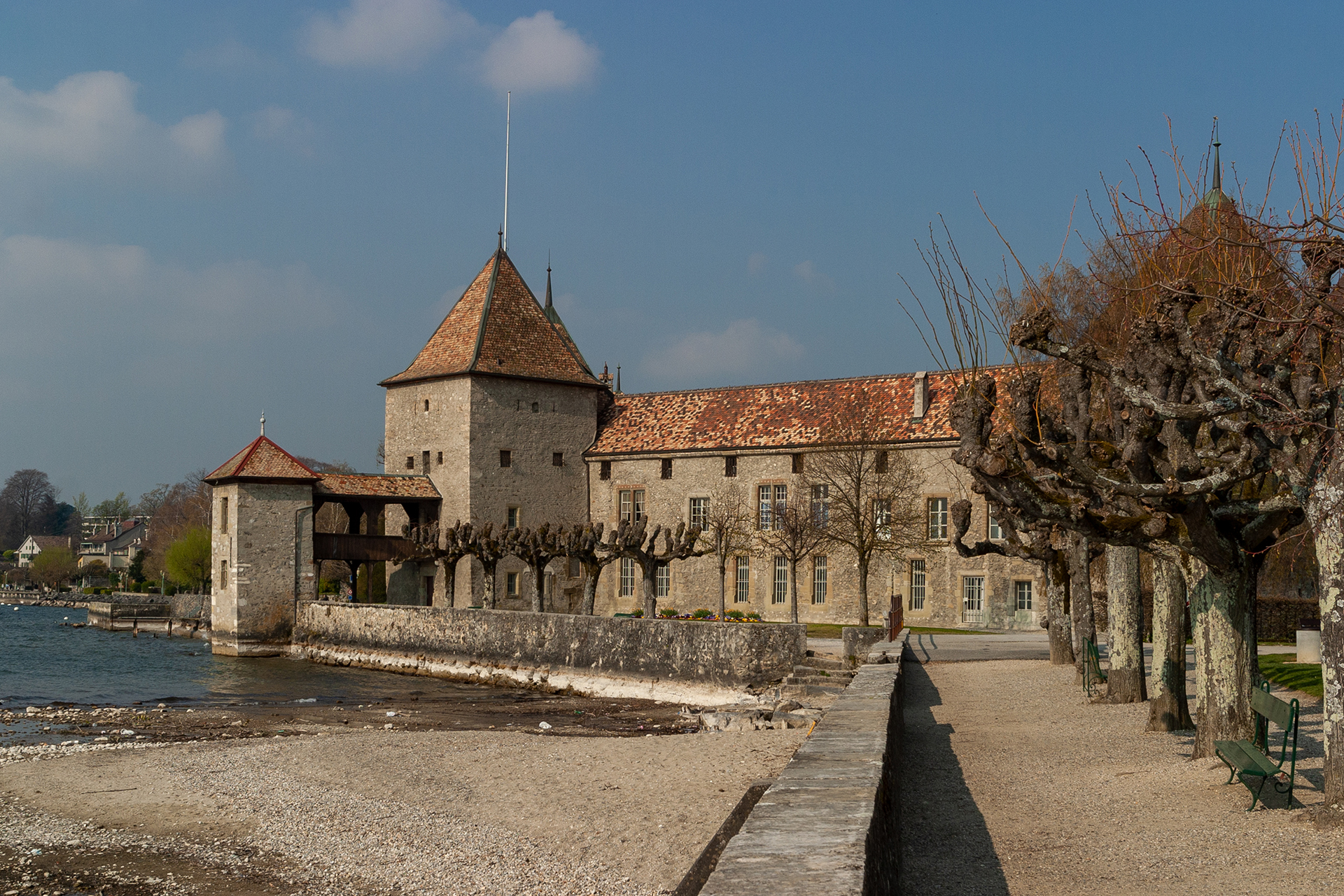
Zámek Rolle

Rolle bylo dlouho malým městem, které se vyznačovalo zemědělstvím. Dnes hraje zemědělství v obživě obyvatel jen malou roli. V obci se nachází několik malých vinařských oblastí a velké vinařství Schenk S.A. Na zbytku zemědělské plochy převažuje orná půda.
Od poloviny 19. století se v Rolle vedle městského obchodu a živností usadil také průmysl. Většina pracovních míst je v sektoru služeb. V Rolle sídlila Société suisse des employés de commerce (Le Courtil, od roku 2015 uzavřena) a École Internationale Le Rosey, kterou navštěvoval například sochař Benno Elkan. Jako regionální centrum regionu Vaud Côte má Rolle nemocnici, vinotéky a turistickou infrastrukturu. V posledních desetiletích se obec díky své atraktivní poloze rozvinula v rezidenční obec. Nové obytné čtvrti vznikly především na západě a severozápadě starého města.
Rolle v poslední době zažívá boom stěhování nových evropských sídel. Příkladem jsou společnosti Archer Daniels Midland, Yahoo!, Nissan, Infiniti, Numonyx a Cisco Systems (produkce komponentů).

## Doprava
Obec má velmi dobré dopravní spojení. Leží na hlavní silnici č. 1, která vede ze Ženevy podél jezera do Lausanne. Dálniční sjezd Rolle na dálnici A1 (Ženeva–Lausanne), která byla otevřena v roce 1964 a prochází územím obce, je vzdálen asi 1 km od centra obce.
Dne 14. dubna 1858 byl zprovozněn úsek železniční tratě Lausanne–Ženeva z Morges do Coppet se stanicí v Rolle. Veřejnou dopravu zajišťují postbusové linky, které jezdí z Rolle do Glandu, Gimelu a Aubonne. Město je také napojeno na lodní síť na Ženevském jezeře. V letech 1898–1938 byla v provozu meziměstská tramvajová trať z Rolle do Gimelu.

## Osobnosti
- Benno Elkan (1877–1960), německý sochař
- Jean-Luc Godard (1930–2022), francouzsko-švýcarský filmový režisér, žil a zemřel v Rolle

## Partnerská města
- Wallisellen, Švýcarsko